# Les Iglésies
Les Iglésies és una masia de Navars (Bages) inclosa a l'Inventari del Patrimoni Arquitectònic de Catalunya.

## Descripció
Edifici civil. Masia orientada al sud. Tipus I de la classificació de J. Danés. De dues plantes amb porta adovellada i estructura simètrica. Ampliacions i construccions annexes recents. Material de construcció = pedra.

## Història
L'edifici fou construït el 1508 segons consta en una inscripció sobre un finestral. L'edifici també consta en el fogatge de 1553. Al costat mateix de l'edifici hi ha l'església de "Santa Maria de les Iglesies", que data de 1574.